# 137 (số)
137 (một trăm ba mươi bảy) là một số tự nhiên ngay sau 136 và ngay trước 138